# Marijino kronanje (Fra Angelico, Uffizi)
Marijino kronanje je slika kronanja Device italijanskega zgodnjerenesančnega slikarja Fra Angelica, izdelana okoli leta 1432. Zdaj je v firenški galeriji Uffizi. Umetnik je izdelal še eno Marijino kronanje (ok. 1434–1435), ki je zdaj v Louvru v Parizu.

## Zgodovina
Delo omenja Fra Angelica v rokopisu Biblioteca Nazionale di Firenze, Giorgio Vasari pa piše, da je bilo v cerkvi Sant'Egidio v Firencah. Znani sta dve plošči predele, ki je bila nekoč del celote; upodabljata Poroko in Pogreb Device, trenutno pa sta razstavljeni v muzeju San Marco v Firencah.
Oltarna slika je prispela v Uffizi leta 1825. Trenutni okvir sega v to obdobje.

## Opis
Slika ima pozlačeno ozadje, dediščino srednjeveškega slikarstva, nad katerim je majhen raj, kjer poteka kronanje.
Prikazuje Kristusa, ki je kronal Devico; oba sta obdana z žarki (izvedeni s tehniko graviranja nad pozlačeno podlago), ki simbolizirajo božansko svetlobo. Slika ima mistični ton, ki ga najdemo v drugih delih Fra Angelica, z veliko množico svetnikov, angelov in blaženih figur, ki poudarjajo ta vidik. Na levi strani je v ospredju sveti Egidij, zavetnik cerkve, v kateri je bilo prvotno delo. Njegov obraz je morda oblikovan po vzoru Antonina Pierozzija, nekdanjega priorja samostana Svetega Marka, ki mu je pripadal Fra Angelico. Sledijo mu Zenobij iz Firenc, sveti Frančišek in sveti Dominik. Na desni strani so ženske svetnice, vključno s klečečo Marijo Magdaleno. V zadnjih vrstah so glasbeni angeli.
Struktura dela in uporaba briljantnih barv kažeta vpliv Angelicovega mojstra, Lorenza Monaca, ki je izvedel še eno marijino kronanje, prav tako v Uffiziju.